# Ruichang
Ruichang (瑞昌 ; pinyin : Ruìchāng) est une ville de la province de Jiangxi en Chine. C'est une ville-district placée sous la juridiction de la ville-préfecture de Jiujiang.

## Démographie
La population du district était de 415 859 habitants en 1999.